# Haven Genk
Haven Genk is het havengebied in de Belgische stad Genk dat deel uitmaakt van het Albertkanaal en werd opgericht tijdens de aanleg van dat kanaal.
In het havengebied lag ook een thermische elektriciteitscentrale aan het Albertkanaal.

## Geschiedenis
Op 21 oktober 1936 werd de haven opgericht als Port Charbonnier de Genck, vrijwel uitsluitend ten behoeve van de uitvoer van steenkool uit de steenkoolmijnen van Genk (Zwartberg en Waterschei) aan Wallonië. De locatie van de haven werd dan ook zodanig gesitueerd dat er tussen Genk en Luik geen enkele sluis hoefde gepasseerd te worden. Op 13 februari 1989 werd de naam gewijzigd tot Kolenhaven van Genk.
Na een overname in 1997 door Groep Machiels en Arcelor (later Aperam) werd in 1999 de exploitatie uitgebreid met containeroverslag. De naam werd gewijzigd en de haven heet sindsdien Haven Genk NV. Vanaf 2000 werden er spoorverbindingen gerealiseerd naar Rotterdam, Antwerpen en Noord-Italië.

## Bargeterminal
Via de bargeterminal vinden wekelijks vier afvaarten en aankomsten vanuit en naar Antwerpen plaats en twee van en naar Rotterdam. De terminal heeft een capaciteit van 80.000 containers per jaar en een opslagcapaciteit van 5.000 containers.
In 2025 krijgt Genk een tweede containerhaven: Port of Limburg. Deze is een joint venture van drie logistieke bedrijven op het voormalige terrein van Ford Genk, en wordt met een capaciteit van 240.000 containers per jaar de tweede binnenhaven van België.

## Railterminal
De haven is uitgerust met een eigen spoorterminal die aangesloten is op het netwerk van de NMBS. De terminal doet dienst als overslagstation en tevens als rangeerstation.

## Wegbrug
Een liggerbrug voorziet in een oost-westverbinding over de zijtak van het Albertkanaal waar de haven gesitueerd is. Deze brug werd gebouwd bij de aanleg van het kanaal en de haven en heeft een lengte van 38,7 meter en een doorvaarthoogte van 7,3 meter.